# Lockhartia lunifera
Lockhartia lunifera là một loài phong lan đặc hữu của Brasil.

## Hình ảnh

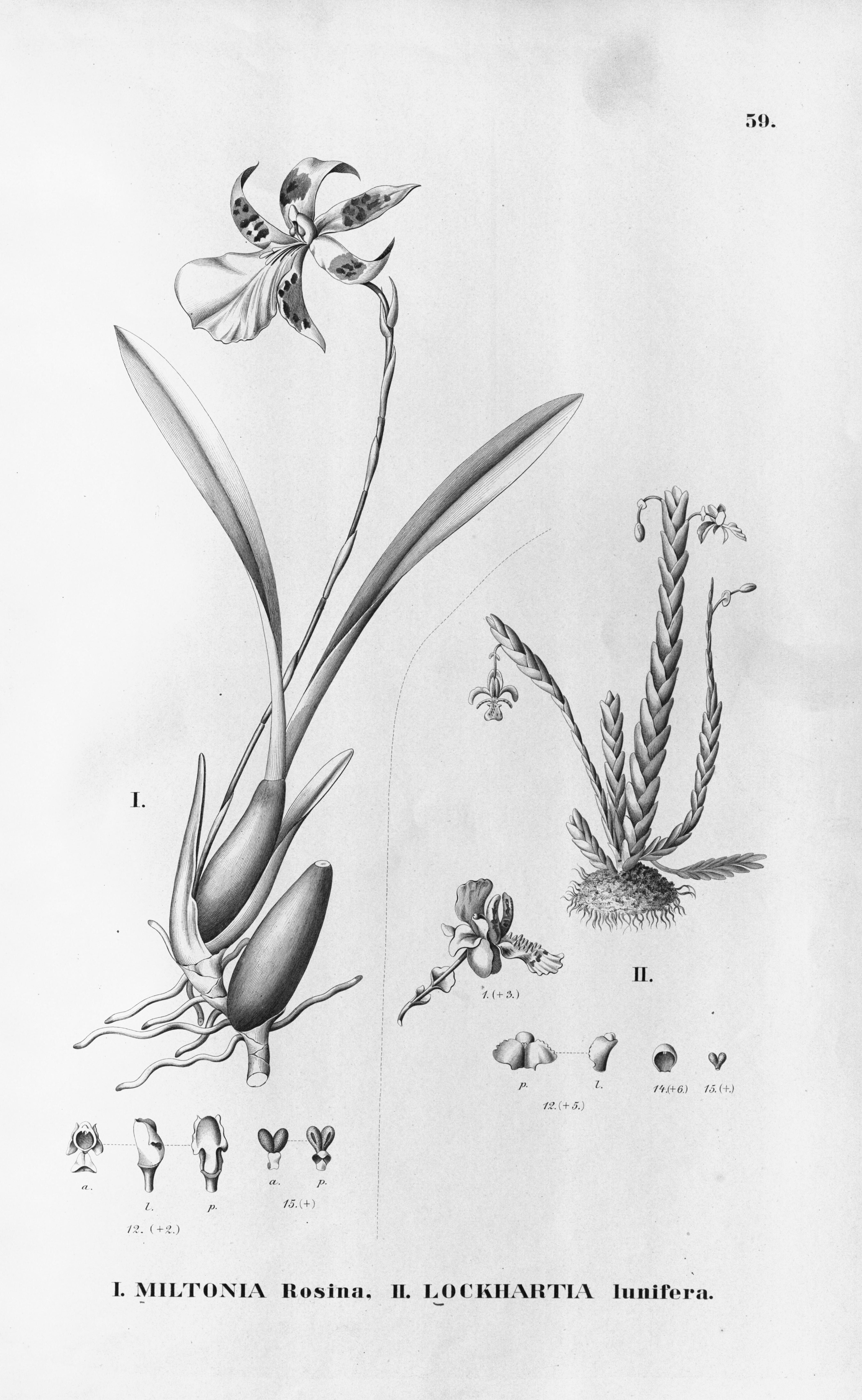